# Peter Gunning
Pour les articles homonymes, voir Gunning.
Peter Gunning (11 janvier 1613 - 6 juillet 1684) est un chef d'église royaliste anglais, évêque de Chichester et évêque d'Ely.

## Biographie

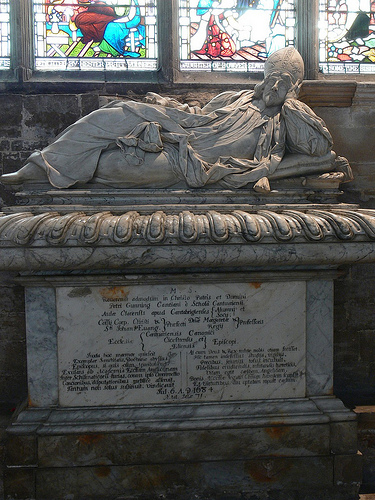
Monument Cathédrale d'Ely.

Il est né à Hoo St Werburgh, dans le Kent, et fait ses études à la King's School, Canterbury et au Clare College, Cambridge, où il devient fellow en 1633. Ayant reçu les ordres, il défend avec éloquence la cause royaliste du haut de la chaire. En 1644, pendant la guerre civile anglaise, il se retire à Oxford et occupe une aumônerie au New College jusqu'à ce que la ville se rende aux forces parlementaires en 1646. Par la suite, il est aumônier, d'abord du royaliste Sir Robert Shirley d'Eatingington (1629-1656), puis de la chapelle d'Exeter House. Après la Restauration en 1660, il est installé comme chanoine de la Cathédrale de Canterbury. La même année, il retourne à Cambridge en tant que maître de Corpus Christi et est nommé professeur de théologie « Lady Margaret ». Il reçoit également la cure de Cottesmore, Rutland et Stoke Bruerne, Northamptonshire.
En 1661, il devient directeur du St John's College de Cambridge et est élu professeur Regius de théologie. Alors qu'il est professeur Regius de théologie, il établit une tradition sotériologique arminienne à Cambridge qui est favorisée par son successeur Joseph Beaumont (en). Il est consacré évêque de Chichester en 1669 et est transféré au siège d'Ely en 1674-1675. Ayant des opinions religieuses modérées, il n'apprécie pas non plus le puritanisme et le catholicisme romain.

## Œuvres
Ses travaux sont principalement des rapports de ses discutatios, comme celui qui apparaît dans le Scisme Unmask't (Paris, 1658), dans lequel la définition d'un schisme est discutée avec deux adversaires romanistes John Spenser et John Lenthall.

### Citations
1. ↑  Gunning, Peter dans (en) J. Venn et J. A. Venn, Alumni Cantabrigienses, Cambridge, Angleterre, Cambridge University Press, 1922–1958 (ouvrage en 10 volumes)
2. ↑  (en) Grant Tapsell, The later Stuart Church, 1660–1714, Manchester, Manchester University Press, 2012 (DOI 10.2307/j.ctt1vwmdzv, JSTOR j.ctt1vwmdzv), p. 48–9
3. ↑  Loughlin 1907.

### Sources
- (en) James Loughlin, The Catholic Encyclopedia, vol. 14, New York, Robert Appleton Company, 1907 (lire en ligne), « John Spenser »